# Alsófüves
Alsófüves (Vărzarii de Jos), település Romániában, a Partiumban, Bihar megyében.

## Fekvése
Vaskohtól északkeletre, a Fekete-Körös jobb partja köelében fekvő település.

## Története
Alsófüves nevét 1552-ben említette először oklevél Alsofywes néven.
1600-ban Also Warzan, 1808-ban Verzár (Alsó-), 1913-ban Alsófüves  néven írták.
Alsófüves a 17. században települt, román lakossággal. Lakói vas- és rézhámorokban
dolgoztak, illetve háziiparszerően űzték a kovács, a varga és a csizmadia mesterséget.
1851-ben Fényes Elek írta a településről:
Alsó-Verzár, Bihar vármegyében, a váradi deák püspök vaskohi uradalmában, domb
alatt: 380 óhitü lakossal, anyatemplommal. Hegyes-völgyes határa 1501 hold ... Lakosai közül
némellyek vassal, kaszával kereskednek.
1910-ben 528 lakosából 8 magyar, 520 román volt. Ebből 8 római katolikus, 520 görögkeleti ortodox volt.
A trianoni békeszerződés előtt Bihar vármegye Vaskohi járásához tartozott.